# Саряй (озеро)
Саряй (лит. Sarių ežeras, Sariai) — небольшое озеро в восточной части Литвы, расположенное на территории Швенченского района. Находится в 8 км к юго-западу от города Швенчёнис. Озеро длинное и узкое. Протяжённость с севера на юг 3,65 км, ширина до 0,36 км. Площадь Саряя составляет 0,773 км². Наибольшая глубина — 20,3 м, средняя — 6,8 м. Берега высокие, южный заболочен. На северном и западном растут леса. Блина береговой линии — 10 км. Через озеро протекает река Саря, приток Жеймены. Площадь водосбора озера — 19,2 км². На берегах озера Саряй расположены деревни Петрушкес и Саряй.